# Berat Djimsiti
Berat Djimsiti est un footballeur international albanais né le 19 février 1993 à Zurich en Suisse. Il évolue au poste de défenseur à l'Atalanta Bergame.

## Biographie

### En club
Il a gagné L’europa League avec L’Atalanta en 2024 dans un match 3-0  contre le bayer leverkusen qui était invaincu avec un tripler de lookman ou djimshiti était le capitaine 

### En équipe nationale
Berat Djimsiti commence par jouer dans les sélections nationales suisses de jeunes (moins de 18 ans, moins de 19 ans et espoirs).
Il reçoit sa première sélection en équipe d'Albanie le 4 septembre 2015 contre le Danemark. Ce match compte pour les éliminatoires de l'Euro 2016.
Malgré de bonnes performances en équipe nationale, mais un temps de jeu en club très réduit, il n'est pas retenu par l'entraîneur Gianni De Biasi dans la liste des 23 pour l'Euro 2016 en France.
Il est retenu dans la liste des 26 joueurs albanais du sélectionneur Sylvinho pour participer à l'Euro 2024.

## Statistiques
| Saison                | Club                  | Championnat           | Championnat | Championnat | Coupe(s) nationale(s) | Coupe(s) nationale(s) | Compétition(s) continentale(s) | Compétition(s) continentale(s) | Compétition(s) continentale(s) | Albanie | Albanie | Total | Total |
| Saison                | Club                  | Division              | M.          | B.          | M.                    | B.                    | Comp.                          | M.                             | B.                             | M.      | B.      | M.    | B.    |
| 2011-2012             | FC Zurich             | Super League          | 2           | 1           | -                     | -                     | C1                             | -                              | -                              | -       | -       | 2     | 1     |
| 2012-2013             | FC Zurich             | Super League          | 34          | 0           | 5                     | 0                     | -                              | -                              | -                              | -       | -       | 39    | 0     |
| 2013-2014             | FC Zurich             | Super League          | 26          | 1           | 3                     | 0                     | C3                             | 2                              | 0                              | -       | -       | 31    | 1     |
| 2014-2015             | FC Zurich             | Super League          | 33          | 2           | 3                     | 0                     | C3                             | 7                              | 1                              | -       | -       | 43    | 3     |
| 2015-2016             | FC Zurich             | Super League          | 15          | 1           | 3                     | 0                     | C3                             | 2                              | 0                              | 5       | 1       | 25    | 2     |
| Sous-total            | Sous-total            | Sous-total            | 110         | 5           | 14                    | 0                     | -                              | 11                             | 1                              | 5       | 1       | 140   | 7     |
| 2015-2016             | Atalanta Bergame      | Serie A               | 3           | 0           | -                     | -                     | -                              | -                              | -                              | 1       | 0       | 4     | 0     |
| Total sur la carrière | Total sur la carrière | Total sur la carrière | 113         | 5           | 14                    | 0                     | -                              | 11                             | 1                              | 6       | 1       | 144   | 7     |

## Palmarès
- FC Zurich
  - Coupe de Suisse
    - Vainqueur : 2014
- Atalanta Bergame
  - Ligue Europa
    - Vainqueur : 2024

  - Coupe d'Italie
    - Finaliste : 2019, 2021 et  2024